# قائمة التخويفات الصحية
مخاطر الصحة هي قصة أُبلغ عنها على نطاق واسع عن خطر شيء ما، وعادة ما تكون سلعة استهلاكية أو منتجًا طبيًا. رُوِجَ لمثل هذه المخاطر منذ عقود، لكنها أصبحت أكثر شيوعاً عند ظهور الإنترنت. قد تستند إلى سوء تفسير الدراسات العلمية، أو كما حدث مؤخرًا، تلفيقٌ بالكامل. تسرد هذه الصفحة قصصًا إعلامية على نطاق واسع حول كيفية تأثير سلعة أو منتج ما تاثيراً سلبياً على الصحة، بغض النظر عما إذا كانت الأبحاث اللاحقة أكدت الرابط المقترح، أو كان غير حاسم.

## الجدل حول لقاح إم إم آر (MMR)
المقال الرئيسي: جدل حول لقاح الحصبة والنكاف والحصبة الألمانية (MMR)
في عام 199٨، نُشرت ورقة بحثية، كان أندرو ويكفيلد المؤلف الرئيسي لها، في (The Lancet) تشير إلى أن لقاح ال إم إم آر (MMR) قد يسبب التوحد. منذ ذلك الحين، دحضت العديد من الدراسات الوبائية هذه الفرضية، وأدين ويكفيلد بتهمة الاحتيال العلمي. ووُصف ارتباط اللقاح بالتوحد، بأنه «الخدعة الطبية الأكثر ضررًا خلال المئة عام الماضية». نظرًا لأنه أدى إلى انخفاض معدلات التطعيم، وبالتالي انتشار الأوبئة والوفيات الناجمة عن الأمراض التي يمكن الوقاية منها بالتحصين.

## جدل الأسبارتام
المقال الرئيسي: جدل الأسبارتام
في عام 1998، بدأ بريد إلكتروني في التعميم مدعياً أن الأسبارتام، التحلية الاصطناعية، تسبب في العديد من الأمراض المزمنة، بما في ذلك التصلب المتعدد وداء الذئبة. وينسب البريد الإلكتروني إلى «نانسي ماركت» ونُقِلت عن مصادر مثل مؤسسة التصلب المتعددة والمؤتمر البيئي العالمي. ومع ذلك على الرغم من أنها تبدو ذات مصداقية، فإن الادعاءات الواردة في البريد الإلكتروني هي تلفيق بالكامل، وتعتمد البيانات حول سُمية الميثانول الناتج عن استقلاب الأسبارتام على تجاهل الكميات الصغيرة التي تنتجها هذه العملية.

## الشامبو المسبب للسرطان
المقال الرئيسي: كبريتات لوريل الصوديوم
تحتوي بعض أنواع الشامبو على كبريتات لوريل الصوديوم (SLS) كعامل رغوة. في أواخر التسعينيات أيضًا، زعمت العديد من المواقع الإلكترونية أن هذا المكون يمكن أن يسبب السرطان في الجرعات الموجودة في الشامبو. ومع ذلك، وفقًا لجمعية السرطان الأمريكية، فإن SLS مادة مهيجة وليست مادة مسرطنة، ووفقًا لديفيد إيمري من موقع (About.com)، يجري الترويج لهذا الادعاء بشكل أساسي من قبل صانعي منتجات العناية الشخصية الطبيعية بالكامل.

## أخطار خطوط الكهرباء
أنظر أيضًا: الإشعاع الكهرومغناطيسي والصحة
أُثيرت فرضية الارتباط بين القرب من خطوط الكهرباء وسرطان الدم لأول مرة في عام 1979 عندما نُشرت دراسة في المجلة الأمريكية لعلم الأوبئة. أكدت الدراسة أن الأطفال الذين يعيشون في منازل قريبة من «فائض من تكوينات الأسلاك الكهربائية» كانوا أكثر عرضة للإصابة بالسرطان. وقد وصف جون دبليو فارلي الجدل العام الذي تلا ذلك بأنه تخويف صحي، وقال إنه «لا يوجد ما يدعو للقلق» فيما يتعلق بالصلة المقترحة بين خطوط الكهرباء والسرطان. على الرغم من أنه في عام 1996، أعلن المجلس القومي للبحوث بالولايات المتحدة أن «مجموعة الأدلة الحالية لا تظهر أن التعرض لهذه المجالات يمثل خطرًا على صحة الإنسان»، وأفادت بعض الدراسات وجود علاقة بين الاثنين، على سبيل المثال، لسرطان الدم النخاعي وسرطان الغدد الليمفاوية.

## الهواتف المحمولة والسرطان
المقال الرئيسي: الهواتف المحمولة والسرطان
يعتمد الارتباط المفترض بين استخدام الهاتف الخلوي وزيادة خطر الإصابة بالسرطان على حقيقة أن هذه الهواتف تصدر موجات راديو، وهي شكل من أشكال الإشعاع غير المؤين. منذ أن جرى تقديم الاقتراح لأول مرة، نُشرت العديد من الدراسات حول هذا الموضوع. وفقًا لمنظمة الصحة العالمية، كانت النتائج «مختلطة» فيما يتعلق تحديدًا بالورم الدبقي وورم العصب السمعي؛ وبالتالي، صنفت الوكالة الدولية لأبحاث السرطان الهواتف المحمولة على أنها مجموعة B2 من المواد المسرطنة، ما يعني أنها «ربما تكون مسرطنة». ومع ذلك، نظرًا للقدر الكبير من الخوف بشأن الرابط المزعوم، فقد وصف بعض المعلقين الرابط بأنه ذعر صحي، بغض النظر عما إذا كان استخدام الهاتف المحمول يسبب السرطان بالفعل أم لا.

## النتريت والسرطان
النتريت هي مركبات موجودة في اللحوم المصنعة، والتي تورطت في التسبب في الإصابة بالسرطان لأنه يمكن تحويلها إلى نيتروسامين في الجسم، وبسبب دراسة أُجريت عام 1970 تربط النيتروسامين بالسرطان في الفئران. جاء الدعم الإضافي لهذه الفرضية من دراسة عام 1979 في العلوم والتي فقدت مصداقيتها منذ ذلك الحين. يجادل منتقدو الارتباط المفترض بين النيتريت والسرطان بأن كمية النتريت التي ينتجها جسم الإنسان أكبر بكثير من الكمية المستهلكة من خلال اللحوم المصنعة. ويختلف آخرون، مثل الصندوق العالمي لأبحاث السرطان، قائلين إنه يجب على الناس الحد من استهلاكهم للحوم المصنعة لأن "النترات الغذائية والنتريت من المحتمل أن تكون مسرطنة للإنسان لأنها تتحول في الجسم إلى مركبات N-nitroso.